# إد برد أمان (تمجاض)
إد برد أمان هو دُوَّار يقع بجماعة سيدي بو عبد اللي، إقليم تيزنيت، جهة سوس ماسة في المملكة المغربية. ينتمي الدوّار لمشيخة تمجاض التي تضم 33 دوار. يقدر عدد سكانه بـ 72 نسمة حسب الإحصاء الرسمي للسكان والسكنى لسنة 2004.

## روابط خارجية
- البوابة الوطنية للجماعات الترابية
- المندوبية السامية للتخطيط